# Кузьмичёв, Константин Викторович
Константин Викторович Кузьмичёв (род. 1 апреля 1975, Тольятти, Куйбышевская область) — российский хоккеист, нападающий.

## Биография
Воспитанник тольяттинского хоккея. В МХЛ и РХЛ играл за клубы «Лада» Тольятти (1992/93 — 1994/95) и «Липецк» (1996/97 — 1999/2000). В низших лигах выступал за команды «Лада-2» (1993/94 — 1995/96), «Химик» Энгельс (1996/97), Стинол «Липецк» (1996/97 — 1998/99), «Липецк-2» (1999/2000), «Дизель» Пенза (1999/2000), «Сибирь» Новосибирск (2000/01 — 2001/02), «Кристалл» Саратов (2002/03), «Энергия» Кемерово (2003/04 — 2004/05), «Казахмыс» Караганда (Казахстан, 2005/06), «Липецк» (2005/06), «Металлург» Серов (2006/07), «Факел» Лесной (2006/07).
Бронзовый призёр молодёжного чемпионата мира 1994.
Тренировал юношей «Лады» (2012—2015).